# 賀祉
賀 祉（が し、? - 1288年）は、モンゴル帝国（大元ウルス）に仕えた漢人将軍の一人。益都府益都県の出身。

## 生涯
賀祉の父の賀進は漣水の平定に功績があった人物で、元帥左監軍として淄州を守った後、千戸に任命されて膠州に駐屯していた。
賀祉は最初質子（トルカク）として宿衛（ケシクテイ）に入り、1269年（至元6年）に父の跡を継いで千戸となり、膠州を守ることとなった。1270年（至元7年）に南宋軍が膠州を攻めてくると、賀祉は守りを固めこれを撃退する功績を挙げた。1273年（至元10年）には500艘からなる水軍を率いて五河口攻めの先鋒となり、撤退時には殿を務めた。以上の功績を南宋遠征軍の総司令であるバヤンが朝廷に報告し、武節将軍の地位を授けられた。またこのころ、泗州を攻めて南宋水軍の船500艘を獲得する功績挙げている。
その後、ベクレミシュとともに入朝し、クビライ・カアンより弓矢・錦衣・鞍勒を下賜され、宣武将軍の号を加えられた。このころ、淮陰・宝応間の南宋軍の糧道を絶つことで投降に追い込み、戦船600艘を得る功績を挙げた。この後、行枢密院の命を受けて宝応の軍事・民事を統括することとなった。1277年（至元14年）には以上の功績により金虎符を下賜され、懐遠大将軍の称号を授けられた。
1283年（至元20年）、建寧路で黄華が反乱を起こすと、軍を率いてこれを捕縛する功績を挙げた。1287年（至元24年）、第二次ベトナム侵攻が始まると、湖広行省の命を受けて思明州に駐屯し、遠征軍への輜重を守った。しかしベトナム遠征が失敗に終わり、敗退した遠征軍が帰還した後、建康路において亡くなった。